# فرانسيس جونسون (كرة سلة)
فرانسيس جونسون (بالإنجليزية: Francis Johnson)‏ كان لاعب كرة سلة أمريكي. شارك في مسابقة كرة السلة في الألعاب الأولمبية الصيفية.

## الميداليات
| الميدالية | المسابقة                       |
| --------- | ------------------------------ |
| ذهبية     | الألعاب الأولمبية الصيفية 1936 |

## روابط خارجية
- فرانسيس جونسون على موقع سبورتس رفرنس (الإنجليزية)
- فرانسيس جونسون على موقع اللجنة الأولمبية الدولية (الإنجليزية)
- فرانسيس جونسون على موقع أوليمبيديا (الإنجليزية)